# مامب
مامب (بالإنجليزية: MAMP)‏ هو عبارة عن حزمة حلول مكونة من برامج حرة ومفتوحة المصدر تعمل مع برامج تجارية خاصة، لتشغيل مواقع الويب الديناميكية على أجهزة الكمبيوتر التي تعمل بنظام ماك أو ويندوز. يمكن استخدامه لتطوير مواقع الويب التي تستخدم التقنيات الحديثة الشائعة، على كمبيوتر مكتبي شخصي أو كمبيوتر محمول دون الحاجة إلى خادم ويب منفصل.

## المواصفات والاستخدامات
| نظام التشغيل              | ويندوز ماك                  |
| قاعدة بيانات للانترنت     | اباتشي إنجن إكس             |
| نظام إدارة قواعد البيانات | ماي إس كيو إل               |
| تطوير الشبكة              | بي إتش بي \| بيرل \| بايثون |

الاسم مامب هو اختصار يمثل المكونات الأساسية للنظام: نظام ماك، نظام التشغيل؛ أباتشي، خادم الويب؛ ماي إس كيو إل، نظام إدارة قواعد البيانات؛ وبي إتش بي أو بيرل أو بايثون هي لغات برمجة تستخدم لتطوير الويب. الاسم مشتق من لامب، وهي أيضًا حزمة لكل البرامج مفتوحة المصدر المستخدمة على نطاق واسع لمواقع الويب، ولكن استبدل ملكية ماك أو إس بلينكس مفتوح المصدر. (وهناك أيضًا حزم "AMP" ولكن لأنظمة التشغيل الأخرى) لا تقتصر مامب على المكونات هذه، ولكن على سبيل المثال يمكن استخدام إنجن إكس بدلاً من أباتشي. كما قام مطورو مامب أيضًا بنقل النظام إلى مايكروسوفت ويندوز (ولكن ما يزال يطلق عليه مامب).
بعض حزم البرامج التي تشتمل على MAMP (خاصة Apache و PHP) مثبتة مسبقًا مع macOS ؛ الإصدارات المتوافقة من الباقي متاحة بسهولة للتركيب والاستخدام، مما يسهل MAMP.
بعض حزم البرامج التي تتألف منها مامب (خاصة أباتشي وبي إتش بي) مثبتة مسبقًا على ماك أو إس؛ أما باقي الإصدارات المتوافقة متوفرة بسهولة للتثبيت والاستخدام، مما يجعل مامب سهلًا.
يستخدم مامب بشكل شائع مع برامج نظام إدارة المحتوى الشائعة مثل ووردبريس ودروبال لإعداد بيئة تطوير محلية.
يعتبر MAPM Pro امتداداً تجارياً لحزمة مامب الأساسية، التي تضيف ميزات للمساعدة في إدارة تطوير مواقع الويب المبنية على ووردبريس، مما يتيح التثبيت المتزامن لمواقع ويب متعددة على جهاز تطوير واحد، وتثبيت حزم CMS أو بالعربي نظام إدارة المحتوى أخرى مثل جوملا وميدياويكي وميزات أخرى.